# 悲旦
悲旦，又稱苦旦，戏曲中的行当名称，为旦角的一类，指命运悲苦的女子。如京剧《探阴山》中的柳金蝉。

## 越剧悲旦
越剧悲旦以唱工为主、做工为辅，《琵琶记》中的赵五娘、《梅花魂》中的陈杏元、《血手印》中的王千金。
越剧演员戚雅仙被誉为“越剧悲旦王”。